# آتیلا بیرلیک
آتیلا بیرلیک (انگلیسی: Atilla Birlik؛ زادهٔ ۲۷ نوامبر ۱۹۷۷) بازیکن فوتبال اهل ترکیه است.
از باشگاه‌هایی که در آن بازی کرده‌است می‌توان به باشگاه ورزشی گنچلربیرلیغی، باشگاه فوتبال دیاربکرسپور، باشگاه فوتبال آنتالیااسپور، باشگاه فوتبال سیواس‌اسپور، باشگاه فوتبال گروتر فورث، باشگاه فوتبال بشیکتاش، باشگاه فوتبال جنوآ، باشگاه فوتبال توکات‌اسپور، و باشگاه ورزشی مالاتیااسپور اشاره کرد.